# Gauß-Professur
Die Gauß-Professur ist ein von der Akademie der Wissenschaften zu Göttingen  getragene Gastprofessur an der Universität Göttingen, die zum 100. Todestag von Carl Friedrich Gauß im Jahre 1955 geschaffen wurde.
Die Professur ist mit einem bis zu sechs Monaten währenden, von der Akademie finanzierten Aufenthalt verbunden.
Die Professur wird an herausragende Wissenschaftler aus den Fachgebieten Astronomie, Geophysik, Mathematik und Physik, den vorrangigen Arbeitsgebieten des Namensgebers, von der  Gauß-Kommission verliehen.

## Gauß-Professuren seit 2006
- 2006 Keith Horne (Astronomie)
- 2008 Hideyuki Saio (Astronomie), Santiago Alvarez (Anorganische Chemie), Alexander V. Sobolev (Geochemie)
- 2009 Luciano Floridi, David C. Morse (Chemieingenieur)
- 2010 David C. Morse, Alexander V. Sobolev
- 2011 Evgenii E. Nikitin (Chemie), Daniel Auerbach, Itamar Procaccia (Physik)
- 2012 Mark Dijkstra (Astrophysik), Evgenii E. Nikitin, Yuriy G. Shermolovich (organische Chemie)
- 2013 Yuriy G. Shermolovich, Andrey Viselov (Chemie)
- 2014 Kirk A. Peterson (Chemie), Michael A’Hearn (Astronomie), Mikhail Gordin (Mathematik), David Kelly Campbell (Physik)
- 2015 Trevor Wooley, Michael Francis A’Hearn, Xueming Yang (Chemische Physik), David Kelly Campbell
- 2016  Charles T. Campbell (Chemie), Kannan Soundararajan (Mathematik), John Coates (Mathematik), Richard Holme (Umweltwissenschaft)
- 2017 Charles T. Campell, Simon Turner (Geowissenschaften), Guillem Anglada-Escudé (Astronomie), Paul Frank Baum (Mathematik), Mark H. Thiemens (Physik)
- 2018 Ranko Richert (Physik), Trichur Vidyasagar, Simon Turner (Geowissenschaften), Ozan Öktem
- 2019 Eckhard Meinrenken (Mathematik), Mark Adriaan van Zuilen (Geowissenschaften), Leticia González (Chemie), Trevor D. Wooley (Mathematik)
- 2020 Alessio Zaccone (Physik)